# Racecourse Ground
Racecourse Ground (in gallese Y Cae Ras) è un impianto sportivo multifunzione britannico che si trova a Wrexham, città del Galles nordorientale a circa 60 km da Liverpool.
Inaugurato nel 1807, risulta essere il più antico stadio di calcio internazionale del mondo tuttora in uso secondo il Guinness dei primati, avendo ospitato il suo primo incontro tra due squadre nazionali nel 1877.
Lo stadio è di proprietà della Glyndwr University che lo ha affidato in concessione a WST Assets, società sussidiaria di Wrexham Supporters Trust, fondo che detiene la proprietà del club calcistico del Wrexham, usufruttuario dell'impianto dal 1886.
Negli anni dieci del XXI secolo lo stadio fu anche impianto interno del club di rugby a 13 del Crusaders RL.
Il club dichiara una capienza di 13341 spettatori.
Oltre al calcio, Racecourse ospitò un'edizione della coppa del mondo di rugby a XV nel 1999 e una di rugby a 13 nel 2013.

## Storia
Il nome dello stadio, Racecourse, suggerisce il suo originario utilizzo: esso, in effetti, nacque nel 1807 come ippodromo e per circa mezzo secolo continuò con tale destinazione sportiva, finché le autorità proibirono le corse dei cavalli per evitare sedizioni di massa, pubblica ubriachezza e molestie; la struttura quindi passò a essere utilizzata per altri sport tipici della stagione invernale.
Nel 1864 nacque il Wrexham Football and Athletic Club che il 22 ottobre di quell'anno, contro una selezione cittadina di vigili del fuoco, disputò il primo incontro di calcio della storia del Racecourse.
Nel 1877 altresì l'impianto ospitò il suo primo incontro internazionale, Galles – Scozia, con quest'ultima vittoriosa 2-0.
La circostanza, unita al fatto che sedi precedenti non esistono più, e che la federazione gallese ha comunicato l'intenzione di voler usare Racecourse per futuri eventuali incontri della nazionale maggiore, ne ha permesso la registrazione nel Guinness dei primati come impianto più antico di calcio internazionale tuttora in uso.
Lo stadio non aveva spogliatoi: di conseguenza, sia la squadra di casa che quella ospite usavano cambiarsi nel limitrofo Turf Hotel e poi raggiungere il campo camminando su passerelle di legno.
In tale impianto il Galles vinse il suo primo torneo interbritannico, nel 1907.
Con gli anni venti del XX secolo terminarono tutte le attività extracalcistiche e nel 1926 fu fondato il Wrexham Supporters Trust con lo scopo di gestire le attività del club e dello stadio.
Negli anni trenta fu ampliata la tribuna lungo Mold Road, con l'installazione dei primi posti a sedere, e nel 1947 furono costruiti gli spogliatoi sotto detta tribuna; successivamente fu costruita la prima gradinata in cemento sul lato settentrionale, ribattezzata Kop e rimasta immodificata per più di 65 anni, tanto da essere dichiarata inagibile in quanto priva di posti a sedere.

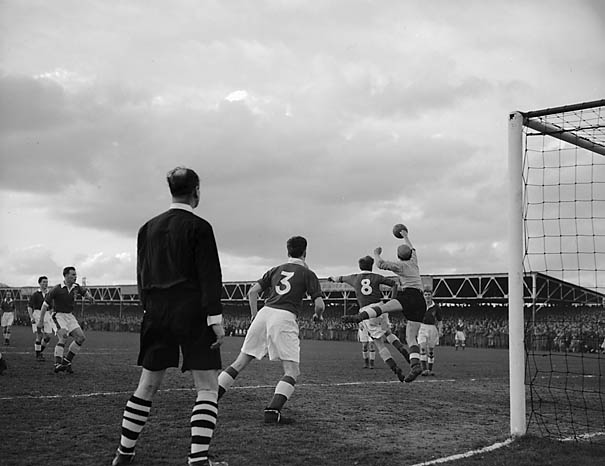
Interbritannico 1954, – 1-2

Nel 1959 Racecourse Ground fu dotato di illuminazione e reso capace di ospitare incontri in notturna; nel 1961, in occasione della promozione del Wrexham in Third Division, sopra la tribuna Town End fu installata una balconata che, in precedenza, era stata la galleria di un cinema limitrofo: a coprire il tutto un tetto spiovente, ribattezzato dai tifosi l'attico del piccione (in inglese pigeon's loft).
In tale periodo Racecourse continuò a servire come uno degli stadi nazionali del Galles, ma con un sempre minor numero di spettatori dovuto all'obsolescenza della struttura: nell'Interbritannico 1982, l'incontro con l'Irlanda del Nord registrò solo 2315 presenze sugli spalti, la più scarsa affluenza nel torneo da novant'anni a quella parte.
Nel 1989 la struttura disponeva di solo 5250 posti a sedere, a fronte di alcune decisioni FIFA che imponevano solo stadi senza posti in piedi come sedi quantomeno di Coppa del Mondo e che, di fatto, tagliavano fuori dal calcio internazionale quelli che ancora ne conservassero.
Quando a metà degli anni novanta Racecourse fu scelto tra gli impianti del Galles destinati a ospitare la Coppa del Mondo di rugby 1999 la struttura era ancora capace di 15000 posti: vi si tenne un solo incontro, nella fase a gironi, tra Giappone e Samoa vinto da quest'ultima; a tale data lo stadio aveva visto un solo incontro internazionale di rugby a 15, una vittoria del Galles due anni prima contro la Romania; la formazione dei Carpazi fu invitata in altre due occasioni, nel 2002 e nel 2003, data del più recente incontro internazionale ivi tenutosi.
Nel luglio 2011 lo stadio fu acquistato dalla Glyndŵr University di Wrexham per sopperire parzialmente alle difficoltà finanziarie del club, rimasto senza soldi e impossibilitato a pagare impiegati e giocatori; cinque anni più tardi l'università concesse in locazione per 99 anni l'impianto a Wrexham Supporters' Trust, fondo che detiene anche la proprietà del club.
Benché l'impianto abbia ospitato il maggior numero di incontri internazionali del Galles (94), nel XXI secolo Racecourse è stato soppiantato da altri impianti più moderni, come il Millennium Stadium di Cardiff; l'incontro più recente è una vittoria del marzo 2019 su Trinidad e Tobago per 1-0, che costituiva il ritorno a Wrexham della nazionale di calcio dopo 11 anni dall'ultima apparizione, e più in generale la quarta apparizione nel primo ventennio del nuovo millennio.
Per quanto riguarda invece il rugby a 13, dal 2000 ha ospitato vari incontri e, nel 2013, la Coppa del Mondo; ancora, relativamente a tale disciplina, dal 2011 al 2016 Racecourse fu l'impianto interno dei North Wales Crusaders.

## Incontri internazionali di rilievo

### Calcio
| Arbitro: | James Mason |

|            |           |  |
| Morris 50’ | Marcatori |  |

| Arbitro: | Karolina Radzik-Johan |

|                                                    |           |  |
| Harding 3’, 28’, 36’ Wiltshire 50’ Keryakoplis 72’ | Marcatori |  |

### Rugby a 13
| Arbitro: | Henry Perenara |

|                                                                                       |    |  |
| Hayne 3’, 57’, 70’, 79’ Inglis 11’, 50’ Morris 21’, 26’, 35’, 39’ Smith 23’ Cronk 28’ | mt |  |
| Thurston 11’, 23’, 28’, 50’, 57’, 70’, 79’                                            | tr |  |

### Rugby a 15
| Arbitro: | Andrew Cole |

|                                           |      |                     |
| Lima 22’, 80’ Leaega 31’, 59’ So'oalo 78’ | mt   |                     |
| Leaega 31’, 59’, 80’                      | tr   |                     |
| Leaega 5’, 9’, 44’, 71’                   | c.p. | 3’, 11’, 51’ Hirose |